# Cartonnerie d'Aubazine
La cartonnerie d'Aubazine est une usine de papeterie et cartonnerie, située à la limite des communes de Dampniat et Saint-Hilaire-Peyroux, dans le département français de la Corrèze.
Constituant l'une des principales usines établies sur les bords de la Corrèze, entre Tulle et Brive, le long de la voie ferrée reliant les deux villes, cette cartonnerie fonctionne sans discontinuer de 1906 à 2006, à l'emplacement d'un ancien moulin. L'entreprise Cassard, pionnière du carton ondulé en France, y développe notamment l'une de ses principales unités, avant reprise par des industriels étrangers. Après une phase de désaffectation, le site retrouve diverses activités économiques, dont à nouveau une cartonnerie. 

## Localisation

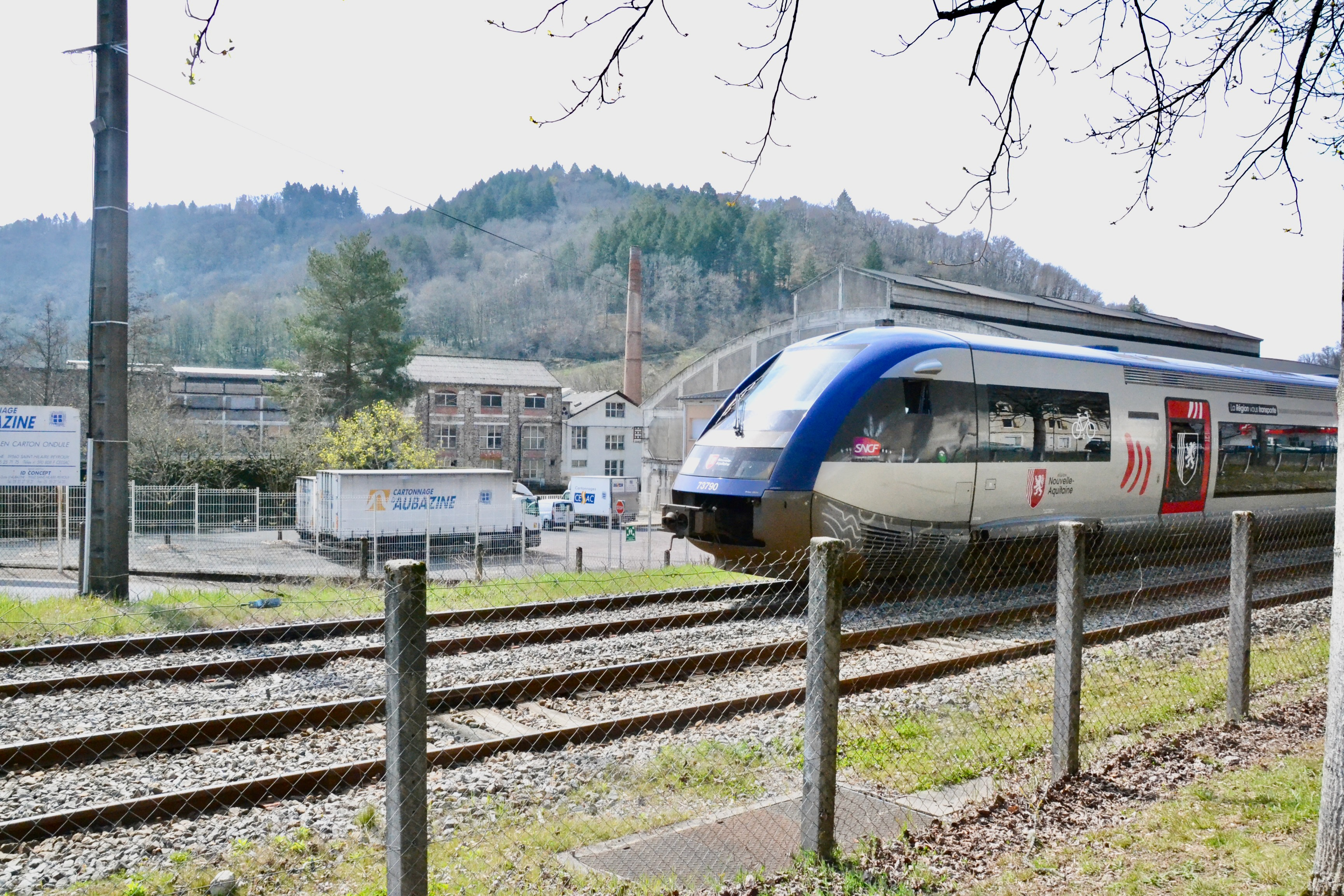
Vue partielle de l'usine au bord de la voie ferrée reliant Bordeaux à Ussel via Brive et Tulle.

L'usine de cartonnerie se trouve à la confluence de la Roanne et de la Corrèze. Le lieu-dit Confolens, dont l'étymologie évoque le principe de confluence, se trouve sur la rive gauche de la Roanne, au bord de la D162, à une centaine de mètres de l'usine. 
Les bâtiments sont construits de part et d'autre de la Corrèze ; ceux qui se trouvent sur le bec formé par la Corrèze et la Roanne (donc en rive gauche de la Corrèze) sont situés sur le territoire de la commune de Dampniat, qui appartient à la communauté d'agglomération de Brive. Ceux qui se trouvent en rive droite de la Corrèze sont sur la commune de Saint-Hilaire-Peyroux, qui appartient à celle de Tulle.
L'usine porte le nom de la commune proche d'Aubazines, distante de 4 km, tout comme la gare d'Aubazine - Saint-Hilaire, positionnée sur la ligne de Coutras à Tulle et située dans le lieu-dit voisin de Gare d'Aubazine, mais appartenant à la commune de Saint-Hilaire-Peyroux.

## Histoire

### Débuts
En 1824, un moulin à « papier de paille » est attesté sur la Roanne, près du lieu-dit Confolens. En 1894, ce moulin est présenté comme étant une filature. Il prend le nom d'un propriétaire, Favarel. Deux kilomètres en aval, sur les bords de la Corrèze, un autre moulin, près de Claredent, connaît lui aussi une mutation industrielle visant à transformer une papeterie en conserverie, la société Labro.

### Première phase industrielle

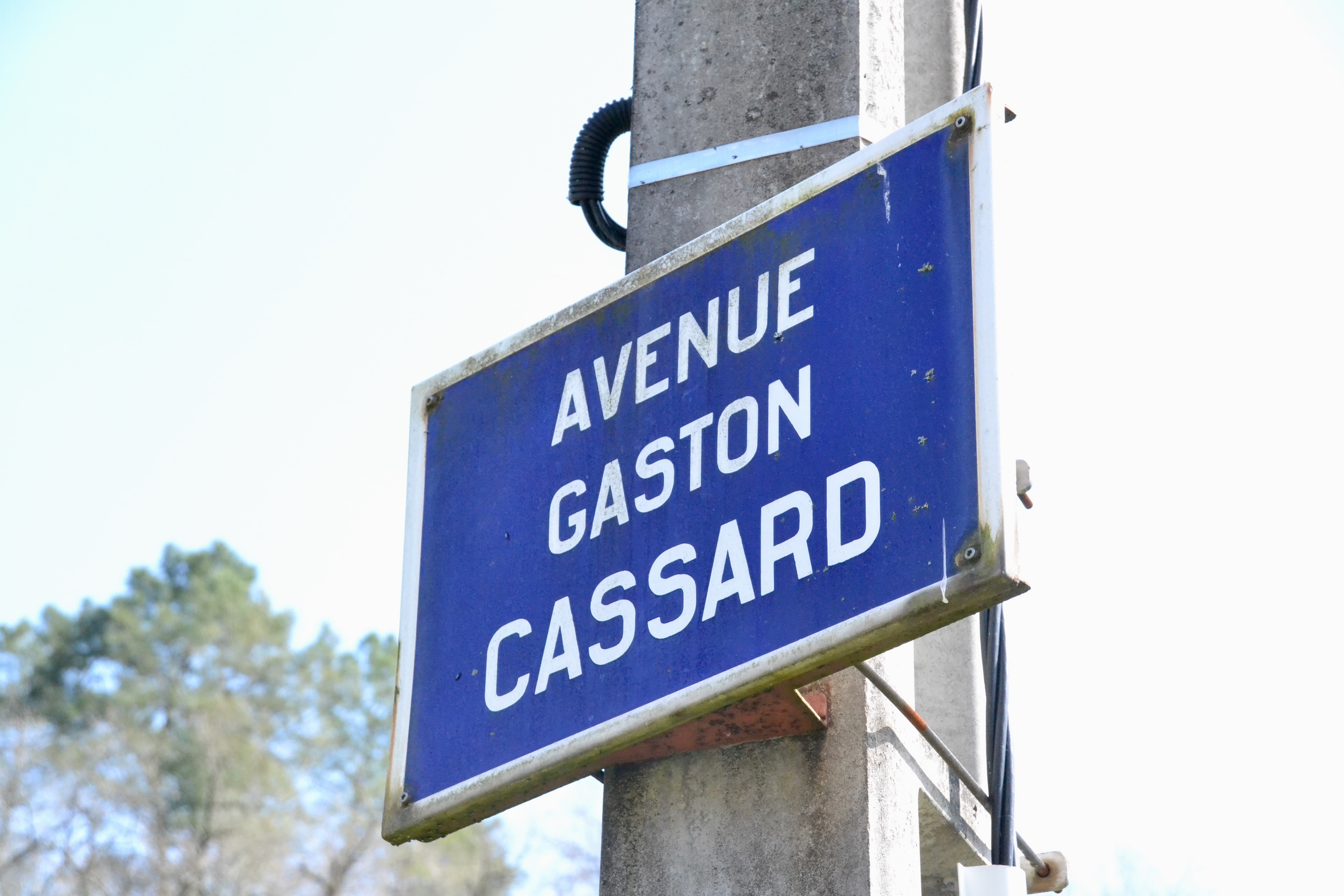
Odonyme commémorant Gaston Cassard, le long de l'usine.

L'usine de Confolens est édifiée à partir de l'acquisition en décembre 1906 du moulin de Favarel par Gaston Cassard (1862-1938). Ce dernier, industriel parisien, est déjà à la tête d'une usine de fabrication de papier ondulé, fondée en 1892. La papeterie qu'il met en place en Corrèze lui permet d'approvisionner son unité de production principale des 72 à 78 de la rue de Crimée, dans le 19e arrondissement de Paris,. En 1929, Gaston Cassard construit une troisième usine, située à Vernon, dans l'Eure. 
Les Cassard sont parmi les premiers à introduire et perfectionner le principe du carton ondulé en France, à la suite des Américains (comme Albert L. Jones et Oliver Long) et des Britanniques (comme Smith) qui avaient mis au point ce procédé dans les années 1850 à 1870,. Le 25 avril 1898, Gaston Cassard avait en effet déposé un brevet concernant une machine capable d'assurer la « fabrication mécanique et continue du papier ondulé ou plissé double face ».
Le développement de la production de carton s'inscrit dans une dynamique qui concerne la Corrèze et la Haute-Vienne, où depuis le milieu du XIXe siècle, la fabrication du carton se généralise, grâce à la paille de seigle, notamment dans la vallée de la Vienne. L'usine d'Exideuil-sur-Vienne, en Charente limousine, est l'une des premières à produire du carton ondulé. Ailleurs en Corrèze, plusieurs usines produisent notamment des caisses en carton, notamment à Brive et Uzerche.

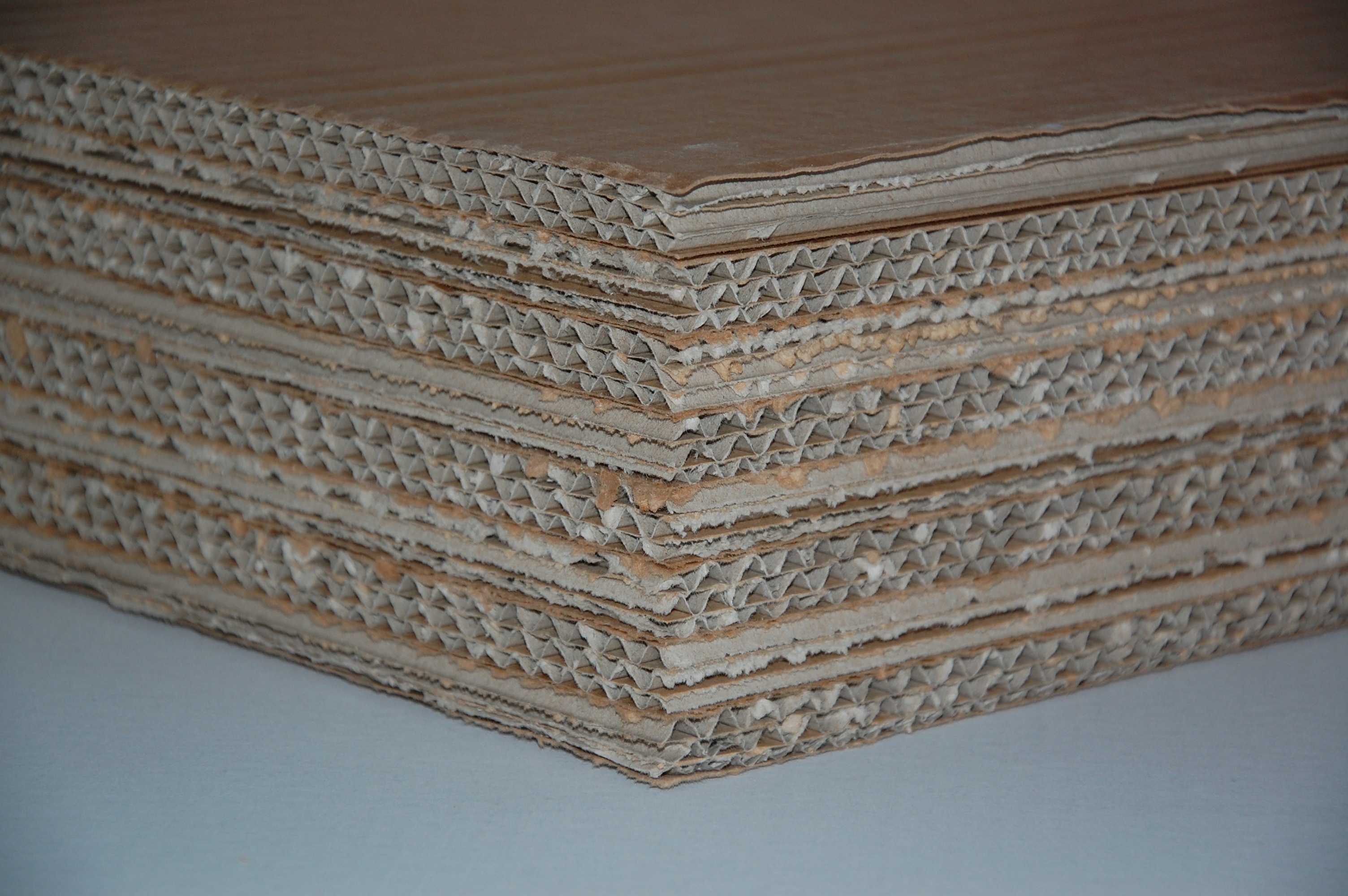
Carton ondulé.

En 1936, la mise en place des conventions collectives prévue par les Accords de Matignon crée des tensions entre la direction et les salariés de l'usine parisienne.
Après le décès de Gaston Cassard, c'est un fils, Jean (1896-1951), qui reprend la direction de l'entreprise, tandis qu'un autre fils, Roger (1900-1977), assume la responsabilité de chef du service commercial. Au début de la Seconde Guerre mondiale, la société Cassard fournit l'armée française, mais pâtit ensuite de l'Occupation. À la mort de Jean Cassard, Roger devient directeur, et s'associe à son fils Denis. La modernisation de l'usine est relancée. Les effectifs atteignent les 125 personnes à cette date. 
La société est cependant revendue en 1965 à Lafarge-Emballages, filiale du cimentier Lafarge, qui y installe l'entreprise « Papeterie Cartonnerie d'Aubazine », qui fusionne rapidement avec une autre entreprise située à Crest, dans la Drôme, Ondulrex, pour former Ondulrex-Aubazine. Denis Cassard en est le président-directeur général. Ondulrex-Aubazine intègre en 1966 le groupement de La Cellulose du Pin, filiale du groupe Saint-Gobain comprenant déjà six entreprises de cartonnerie. Denis Cassard devient secrétaire général de La Cellulose du Pin, tandis que la cartonnerie devient en 1974 un établissement de la SOCAR, nouvelle société issue de La Cellulose du Pin. En 1994, SOCAR est rachetée par l'industriel irlandais Jefferson Smurfit, qui devient en 2005 Smurfit Kappa.

### Fermeture et relance

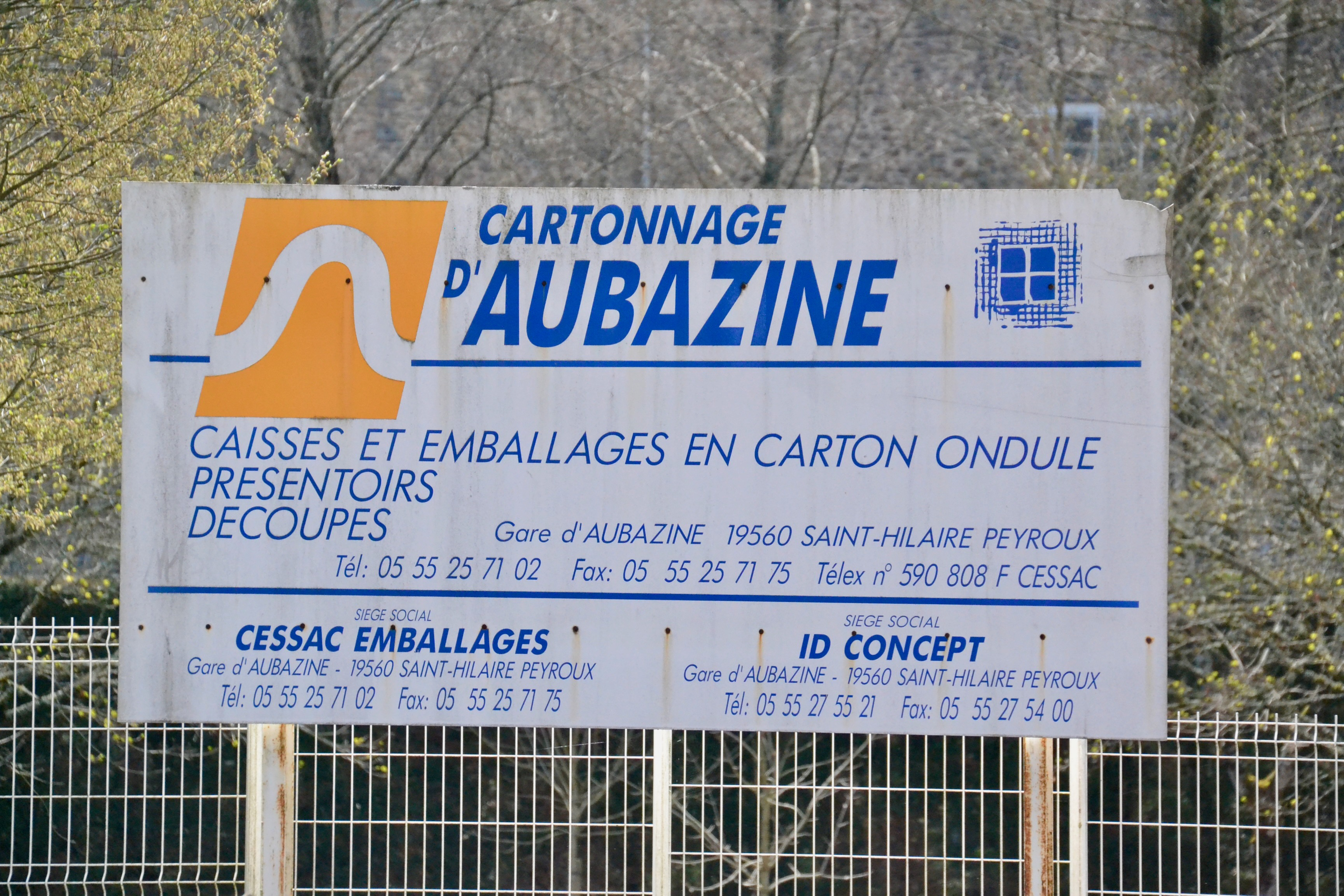
Panneau de l'usine en 2022.

L'usine de Dampniat ferme le 22 mai 2006 après un nouveau plan social, en même temps que l'autre unité corrézienne de Smurfit, à Uzerche. En 2008, la Communauté d'agglomération de Brive rachète l'usine à Smurfit, au prix de 400 000 euros, pour y relancer une centrale hydro-électrique, y installer des ateliers relais et un lot de six espaces pour de nouvelles entreprises à échéance de trois ans,. En septembre 2009, une entreprise de bois de chauffage devient locataire de l'usine. En 2013, le projet de production hydro-électrique se précise.
Le site accueille ensuite une nouvelle entreprise du secteur papetier, Cartonnage d'Aubazine, filiale de la société corrézienne Cessac Emballages, dont le siège social se trouve sur place.

## Archives
Les Archives départementales de la Corrèze conservent un fonds relatif à l'histoire de la cartonnerie. Ce fonds comprend des enregistrements audio numériques, réalisés en 2008, indexés sous les cotes 11AV/26 et 11AV/27. L'un concerne Lucien Soularue, ancien responsable de la maintenance de l'usine (2h34), l'autre Marie-José Farges, ancienne secrétaire (2h58). Le fonds comprend également des archives papier, produites par l'usine, indexées sous les cotes 100J/1 à 100J/631.